# Robert Mansel
Ne doit pas être confondu avec Robert Mansell, militaire et un homme politique britannique.
Pour les articles homonymes, voir Mansel.
Robert Mansel (latin : Robertus Mansel, Antiochiæ comestabulis), né vers 1175 et mort après mars 1219, est un noble de la principauté d'Antioche, très probablement originaire du royaume de France, qui fut connétable de la principauté d'Antioche de 1207 à 1219.
Il est issu de la famille Mansel, relativement importante au sein de la principauté d'Antioche. Il est le fils de Sybille et de son premier époux. Celle-ci épouse en secondes noces le prince Bohémond III d'Antioche, en tant que troisième épouse.
Le 22 mai 1217, il apparait pour la première fois dans un document en tant que connétable de la principauté d'Antioche.
Il épouse une sœur de Constantin de Barbaron, d'origine arménienne, seigneur de Barberon et de Partzerpert, avec qui il a probablement deux enfants :
- Simon Mansel, qui devient également connétable d'Antioche ;
- Barthélemy Mansel, qui devient évêque de Tortose.

Il apparait pour la dernière fois dans les archives contemporaines en mars 1219.